# Christian Schrøder i Panoptikon
Christian Schrøder i Panoptikon er en dansk stumfilm fra 1911 produceret af Nordisk Films Kompagni. Filmens instruktør er ukendt.
Filmen havde dansk premiere den 7. februar 1911 i Løvebiografen. 
Besøget i Panoptikon henviser til et besøg i det daværende voksmuseum, der var beliggende i den tidligere Panoptikonbygning. Voksmuseet  blev i 1910 omdannet til biografen Panoptikon Teatret. 

## Handling
Chr. Schrøder er paa Besøg i Hovedstaden; - han har ikke været der i mange Aar og gaar den derfor grundig igennem for at se alt det nye. Han begynder hver Morgen Kl. 7 og ender først sent om Aftenen, saa det er intet Under, at han, da han den 3die Dags Eftermiddag besér Panoptikon, er en lille Kende træt og søvnig. Overvældet af Dagens Indtryk falder han i Søvn i en magelig Lænestol og overses fuldstændigt af Opsynet, da der er om Aftenen bliver lukket, og nu kommer den skikkelige Chr. Schrøder med i det hemmelighedsfulde Liv, som Figurerne lever i Nattens Mulm og Mørke. Da den fortumlede Hr. Schrøder om Morgenen findes af Opsynet og paa en lidt ublid Maade ekspederes ud af Lokalerne, er han ikke helt sikker paa, at Nattens mange mærkelige Hændelser maa henføres til Drøm eller Virkelighed, saa besynderlig levende har det hele været - men han kan aldrig rigtig lide at tale om det. (Komplet afskrift af programtekst).

## Medvirkende
- Christian Schrøder
- Aage Brandt
- Julie Henriksen
- Lau Lauritzen Sr.
- Doris Langkilde